# Rarden (Ohio)
Rarden est un village américain situé dans le comté de Scioto, dans l’Ohio. Selon le recensement de 2010, sa population est de 159 habitants.